# OK (Siêu thị)

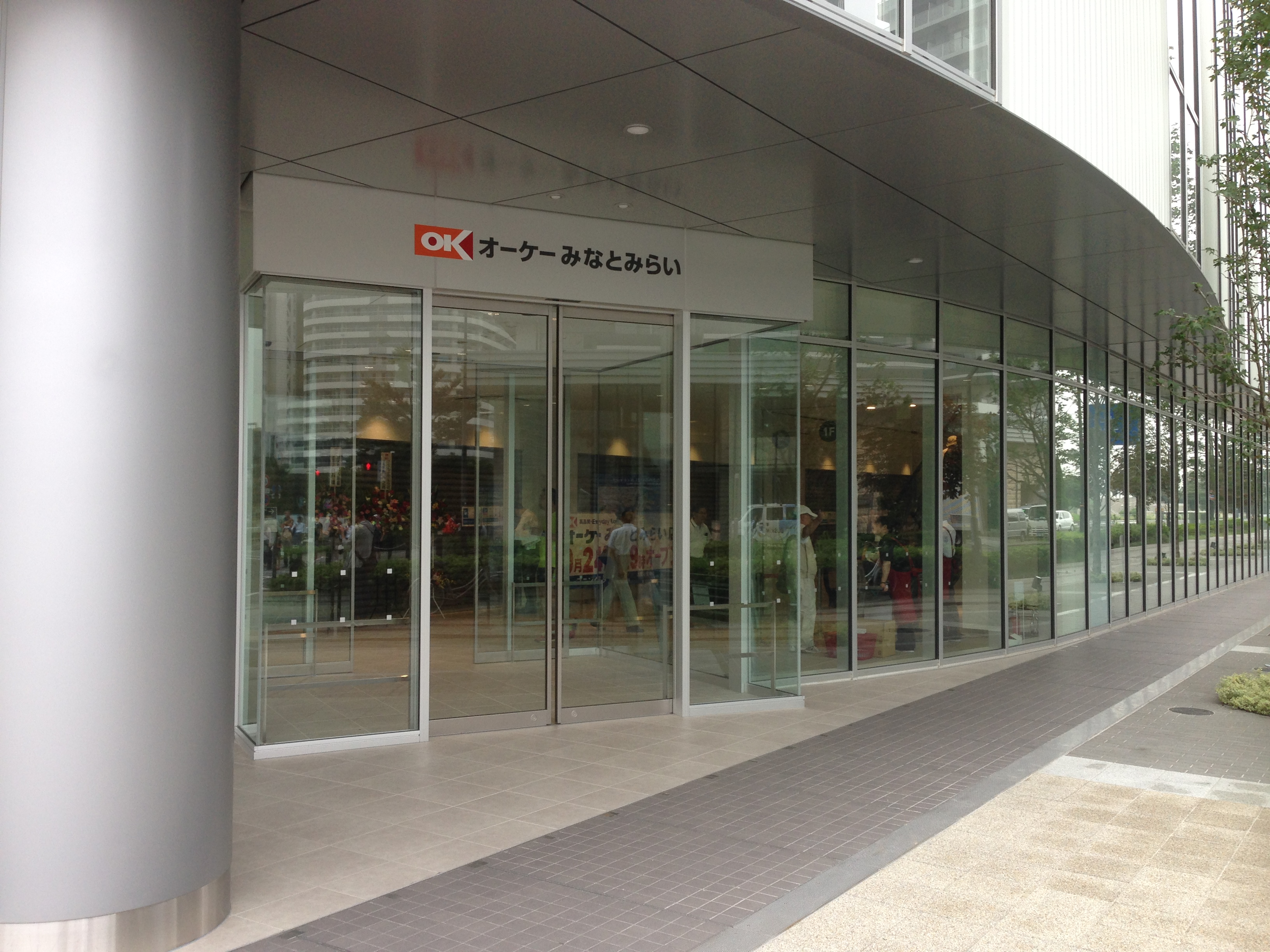
Cửa hàng OK Store (Minato mirai 21,Nishi-ku, thành phố Yokohama, tỉnh Kanagawa)

Tập đoàn OK (tiếng Nhật:オーケー株式会社, tiếng Anh:OK Corporation) là một công ty có trụ sở chính tại Nishi-ku, thành phố Yokohama, tỉnh Kanagawa, Nhật Bản, điều hành siêu thị giảm giá OK Store (tiếng Nhật:オーケーストア) ở vùng Kanto. Được thành lập vào ngày 22 tháng 9 năm 1967.
Khu vực chiến lược mở cửa hàng nằm bên trong Quốc lộ 16 (Nhật Bản), mật độ dân cư đông đúc. Tính đến tháng 6 năm 2020, nó có các cửa hàng tại 1 khu vực đô thị và 3 quận ở các tỉnh Tokyo, Kanagawa, Saitama và Chiba. Từng có cửa hàng ở thành phố Sendai, tỉnh Miyagi, nhưng đến tháng 5 năm 2020, tất cả các cửa hàng đã đóng cửa và rút khỏi khu vực Tohoku.

## 外部リンク
- Tập đoàn OK (tiếng Nhật)
- Tìm kiếm cửa hàng (tiếng Nhật)
- Tập đoàn OK (@ok_edlp) (tiếng Nhật) - Twitter